# Pumbedita
Pumbedita (en hebreu: פומבדיתא) era el nom d'una antiga ciutat de Babilònia, que va ser famosa perquè va ser un important centre d'estudis talmúdics. En les acadèmies talmúdiques de Sura, Pumbedita i Nehardea, va tenir lloc la tasca de compilar el Talmud babilònic, una feina que fou finalitzada en l'any 500 EC. Judà ben Ezequiel, un dels Amoraïm, va ser qui va fundar aquesta escola talmúdica, a finals del segle iii. Actualment es troba en aquest indret, la moderna ciutat iraquiana de Falluja.